# Edward-King Tenison
Edward King Tenison (21 de enero de 1805 – 19 de junio de 1878), fotógrafo irlandés que realizó un viaje con el fin de fotografiar España, entre 1850 y 1853.
Este aristócrata irlandés contrajo matrimonio en 1838 con Lady Louisa Mary Anne Anson, que tomaría el apellido del marido desde entonces conocida como Lady Louisa Tenison. Lady Louisa era hija de Thomas William Anson, conde de Lichfield y de Louisa Catherine Philips.
El matrimonio realizó una largo viaje por España, desde octubre de 1850 a la primavera de 1853. Fruto de sus viajes por la Península fue la obra Castile and Andalucía y una colección fotográfica parcialmente divulgada. Buena parte del amplio repertorio de calotipos compuestos por E.K. Tenison se concretaría en un álbum privado, sin que éste llegara a comercializar a través de la imprenta fotográfica de Blanquart Evrard sino una pequeña fracción de las tomas fotográficas realizadas durante su dilatado periplo español.
Conocemos las estancias del viaje por la memoria escrita por Louisa. El álbum fotográfico Recuerdos de España -conservado en la Bibliothèque Nationale de France- constituye hasta el momento el registro fotográfico más amplio del viaje, si bien algunas de las imágenes incluidas en él fueron vendidas o cedidas por Tenison para fines comerciales e insertas en las recopilaciones Souvenirs Photographiques y Recueil Photographique, editadas por la Imprimerie Photographique de Blanquart-Evrard en 1853 y 1854.
Del mismo modo, expuso algunas de estas imágenes españolas en la Exposición Fotográfica de Londres de enero de 1854. Desde septiembre de 1854 puso a la venta en París algunas de ellas, destacando una gran vista panorámica de Toledo compuesta a partir de tres fotografías.
La primera difusión de su colección fotográfica sobre el viaje por España fue en la exposición industrial irlandesa celebrada en Dublín en 1853, en cuyo catálogo se destaca el mérito de los grandes formatos de imagen que había logrado obtener y la variedad de tonalidades que mostraban los positivos expuestos. Posteriormente divulgó parte de sus fotografías sobre España entre el público francés.

## El álbumRecuerdos de España
El álbum Recuerdos de España se compuso con treinta y cinco positivos sobre papel a la sal a partir de negativos de papel a la sal encerados, que reproducían en veinte casos vistas de ciudades andaluzas: nueve a Sevilla, cuatro a Córdoba y siete a Granada, de las que cinco tienen como motivo a la Alhambra o sus entornos: Puerta de la Justicia, Patio de los Arrayanes, Patio de los Leones, Patio de la Acequia y Cedro de los Mártires.
Otras dos restantes fueron las dedicadas a la ciudad de Granada: portada de la Capilla Real y Convento de los “Martiros” (sic), que en realidad corresponde a la calle de San Jerónimo.
En contraste con las copias comercializadas por Blanquart-Evrard, que tuvieron difusión pública y de las que hubieron de producirse un número indeterminado de ejemplares, el álbum fue compuesto con una finalidad privada, como regalo de Louisa Tenison a Sophie Pélissier, duquesa de Malakoff (1828-1890), tal y como consta en la dedicatoria manuscrita. Sofía, de origen español, era hermana del escritor y diplomático Juan Valera y Alcalá Galiano.
El álbum hubo de ser confeccionado con posterioridad a las ediciones Siete de las imágenes que contiene son positivos con un tamaño aproximado de 21 x 17 cm y cuentan con el nombre del autor - EK Tenison- en caracteres rotulados, siendo precisamente las dedicadas a Granada y correspondiéndose con las editadas por Blanquart. El resto de los positivos posee un tamaño notablemente mayor -40 x 27 cm- y lleva la firma manuscrita de Tenison en el propio negativo.
El ejemplar regalado a Sofia Malakoff, no obstante, no recoge todas las fotografías elaboradas por Tenison en España, como tampoco la totalidad de las publicadas a través de la empresa editora de Lille. Aunque existen imágenes sueltas en diversas colecciones públicas y privadas, en realidad desconocemos el número exacto de fotografías que pudo llegar a componer y mucho menos las copias que se distribuyeron de cada imagen, siendo este álbum el único y más completo documento conocido hasta el momento.
, toda vez que incluye buena parte de las fotografías comercializadas en el formato elaborado por la firma editora.
Probablemente fue compuesto a partir de septiembre de 1855, dado que es en esa fecha cuando el marido de Sofía recibe e título de duque.
Siete de las imágenes que contiene son positivos (tamaño 21 x 17 cm)  y cuentan con el nombre del autor - EK Tenison- en caracteres rotulados. Estas fotografías son las dedicadas a Granada que editó Blanquart. El resto de los positivos posee un tamaño mayor (40 x 27 cm) y lleva la firma manuscrita de Tenison en el propio negativo.
El álbum fotográfico Recuerdos de España - conservado en la Bibliothèque Nationale de France fue el álbum compuesto como reagalo de Louisa Tenison a Sophie Pélissier, duquesa de Malakoff, tal y como consta en la dedicatoria manuscrita. No obstante, no recoge todas las fotografías elaboradas por Tenison en España, como tampoco la totalidad de las publicadas a través de la empresa editora Blanquart-Evrard de Lille. Aunque existen imágenes sueltas en diversas colecciones públicas y privadas, en realidad desconocemos el número exacto de fotografías que pudo llegar a componer y mucho menos las copias que se distribuyeron de cada imagen, siendo este álbum el único y más completo documento conocido hasta el momento.

## Técnica fotográfica de Edward King Tenison
El trabajo fotográfico desarrollado por Edward King Tenison cobró sentido con la narración de su mujer Louisa Tenison, escritora de Castile and Andalucía sobre la dilatada la larga estancia en España del matrimonio. Entre 1851 y 1853 realizaron uno de los reportajes más extensos y pioneros sobre España, en un momento en que la novedad técnica del soporte negativo de papel (calotipo) estaba empezando a generalizarse entre una reducida élite de aficionados, haciendo posible la multiplicación de la imagen fotográfica y su difusión a través de exposiciones y publicaciones ilustradas. Muy pocos fotógrafos antes que él habían experimentado con el calotipo en España (Claudius Weelhouse, Joseph de Vigier, tal vez Alphonse de Launay en su primera visita al país) y fue en estos años de estancia española de Tenison cuando otros profesionales y aficionados se iniciaron en la producción fotográfica sobre papel tomando vistas españolas (Paul Marés. Charles Clifford, Vizconde de Dax). La obra de Tenison es, por ello, fundamental para aproximarse a las primeras vistas fotográficas de diversas ciudades y monumentos españoles.